# 萊特蓋靈湖

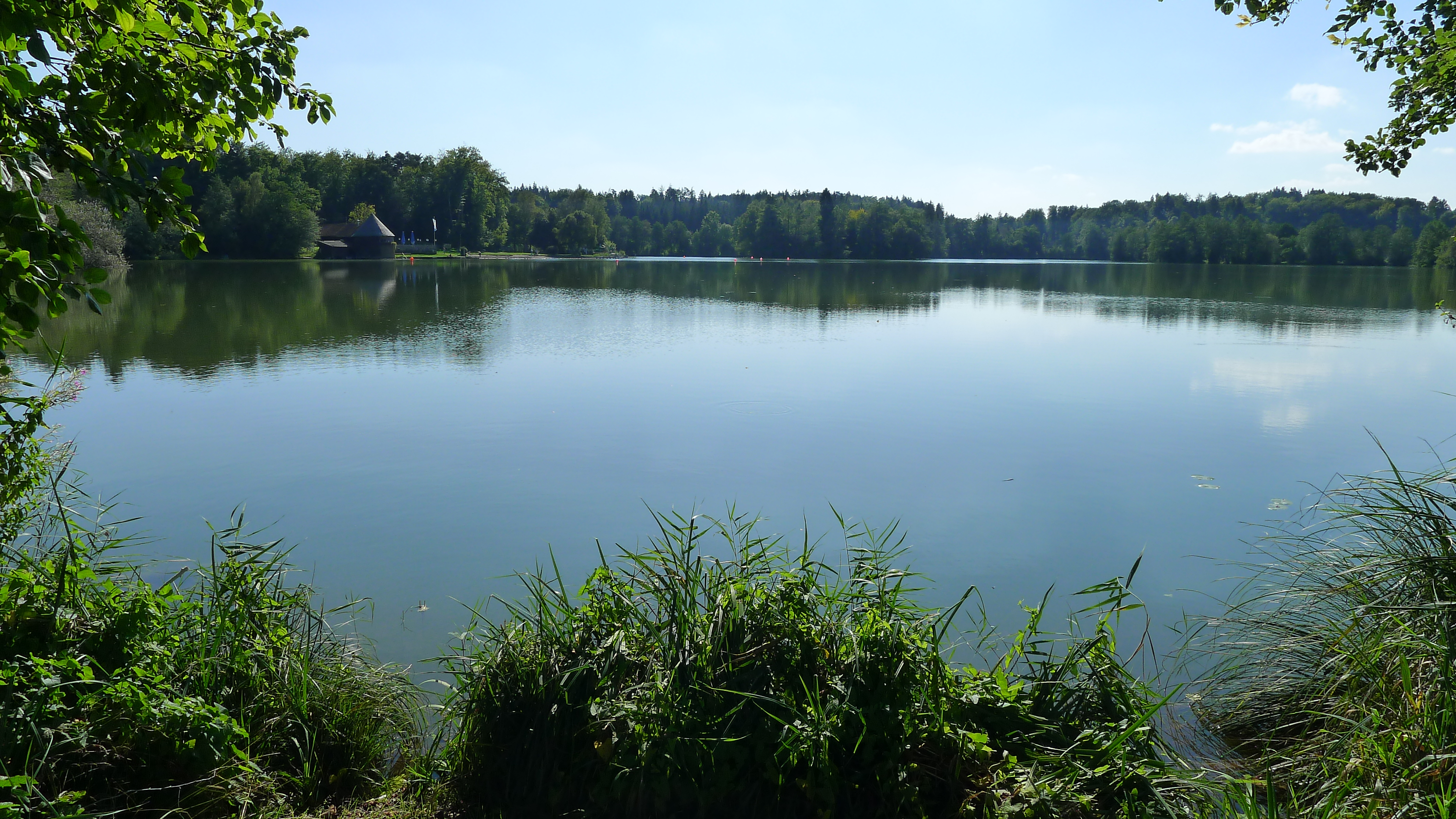

48°04′23″N 12°44′06″E / 48.073°N 12.735°E
萊特蓋靈湖（德語：Leitgeringer See），是德國的湖泊，位於該國東南部，由巴伐利亞州負責管轄，處於蒂特莫寧，長0.7公里、寬0.4公里，面積0.15平方公里，海拔高度460米，最大水深15米，湖岸線長度2.1公里。